# C10orf91
C10orf91 (англ. Chromosome 10 open reading frame 91) – білок, який кодується однойменним геном, розташованим у людей на 10-й хромосомі. Довжина поліпептидного ланцюга білка становить 145 амінокислот, а молекулярна маса — 15 403.
| 10         |  | 20         |  | 30         |  | 40         |  | 50         |
| ---------- |  | ---------- |  | ---------- |  | ---------- |  | ---------- |
| MWSFLPGAES |  | VSMGPVPGVS |  | SLGACWTHDQ |  | DSGRAEDRPQ |  | APRITQYTWV |
| LSFLFTEKPQ |  | TRSTSPISHQ |  | GQPQTTRALS |  | LRQPQHPSAP |  | ASGRPRPPHS |
| SGPDLAEAAP |  | VVDQASQAAG |  | RASSGLGLWE |  | QASVSQGFRN |  | AAFEA      |

A: Аланін

C: Цистеїн

D: Аспарагінова кислота

E: Глутамінова кислота

F: Фенілаланін

G: Гліцин

H: Гістидин

I: Ізолейцин

K: Лізин

L: Лейцин

M: Метіонін

N: Аспарагін

P: Пролін

Q: Глутамін

R: Аргінін

S: Серин

T: Треонін

V: Валін

W: Триптофан